# Agua Caliente
Agua Caliente é um município do departamento de Chalatenango, em El Salvador. Sua população estimada em 2007 era de 8 261 habitantes.[carece de fontes?]